# 统一党 (危地马拉)
统一党（Partido Unionista）危地马拉保守主义政党，创建于中美洲联邦时期。
在2003年11月9日危地马拉立法选举中，统一党赢得6.2%的选票和158议席中的7席。总统候选人弗里茨·加西亚·加隆特（Fritz García Gallont）在同时的总统选举获得3.0%的得票率。
2007年危地马拉大选中，该党再次选举加西亚为总统候选人，他赢得2.92%的选票。议会席位为8席。
1. ↑  .   [2015-12-06]. （原始内容存档于2017-02-24）.